# Окупација Константинопоља
Окупација Константинопоља или окупација Цариграда (тур. İstanbul'un İşgali) (13. новембар 1918. – 4. октобар 1923.), је окупација престонице Османског царства, од стране британских, француских и италијанских снага, одвијала се у складу са споразумом са Мудроса, којим је окончано учешће Османског царства у Првом светском рату. Прве француске трупе ушле су у град 12. новембра 1918., а следећег дана стигле су и британске трупе. Италијанске трупе су се искрцале у Галати 7. фебруара 1919.
Савезничке трупе су окупациону зону поделиле на основу делова Константинопоља и организовале савезничку војну управу почетком децембра 1918. Окупација је имала две фазе: почетна фаза у складу са Примирјем са Мудроса почела је 1920. формалним Севрским споразумом. Коначно, Лозански мир 1923., потписан 24. јула 1923., означио је крај окупације. Последње савезничке трупе напустиле су град 4. октобра 1923., а прве турске трупе, којим је командовао Шукру Наили-паша (3. корпус), свечано су ушле у град 6. октобра 1923. Од тада се сваке године 6. октобар обележава као Дан ослобођења Истанбула (турски: İstanbul'un Kurtuluşu).
Град је 1918. по први пут променио турску власт од пада Цариграда 1453. Окупација града заједно са грчком окупацијом Смирне довела је до мобилизације Турског националног покрета и почетка Турског рата за независност.

## Позадина
Османлије су процениле да је становиништво у Константинопољу 1920. године бројило између 800,000 и 1.200.000 становника, прикупљањем статистичких података од различитих верских тела. На несигурност у процени су утицале небројане ратне избеглице и неслагање око граница града. Половина становништва или нешто мање су били муслимани, остатак су углавном чинили грчки православци, јерменски православци, и јевреји који су пре рата имали знатан удео у западноевропску популацију становништва.

### Легалност окупације
Примирје са Мудроса, закључено 30. октобра 1918. године, које је означило крај учешћа Османског царства у Првом светском рату, помиње окупацију Босфорске и Дарданелијске тврђаве. Сомерсет Калдорп, британски представник, је 30. октобра 1918. године изјавио да Тројна антанта нема намеру да руши турску владу или да је ставља под окупацијом "окупирањем Константинопоља". Ово вербално обећање и неспомињање окупације Константинопоља у примирју није променило реално стање Османског царства. Адмирал Сомерсет Калдорп представља британску позицију као "ненаклоњену ниједном Турчину". Османска страна се вратила из престонице са посебним писмом од Калдорпа, упућеног Рауфу Орбеју, у ком у име британске владе обећава да ће окупација британских и француских војника бити усмерена само на утврђења на мореузима. А мали број османских војника могао би да остане на окупираним подручјима као симбол суверенитета.

### Султанова позиција
Према речима Сер Хораса Рамболда 9-ог баронета, британског амбасадора у Константинопољу (1920–1924), султан Мехмед VI никада није схватио или прихватио кемализам, националну перспективу Турског националног покрета. Никада није схватио значај војно-политичких догађаја који су уследили након Примирја са Мудроса, али није ни схватао да је подела Османског царства била одраз његовог заточеништва. Према њему, он и његов близак круг људи су представљали вољу свих Турака. Међутим постојала је група правих Турака који су били лојални и радили су да спасу царство по сваку цену. Највјероватније на основу њихових индивидуалних активности, неки од турских револуционара су пали у / ван султанове дефиниције Турка. Такође, према Рамболду, султан је тврдио да је Мустафа Кемал био македонски револуционар непотврђеног порекла, Бекир Кундух је био Осетинац и да су други индивидуални револуционари били Албанци, Черкези, итд. Штавише, Рамболд је тврдио да је султан сматрао да ће отпор против савезника уз подршку бољшевика довести Турску до исте судбине као и Азербејџанску Демократску Републику, која је постала Азербејџанска ССР. Идеологија која стоји иза султанове перцепције догађаја имала је сасвим другачији поглед на дешавања.
У наредним годинама, Енвер-паша је отишао у Москву а касније у средњу Азију, где је његова крајња намера била да поврати власт (против савезника) уз помоћ бољшевика кроз организацију Савеза исламских револуционарних друштава и спајању са Партијом народног савета. Турски национални покрет није уступио место бољшевицима, већ су склопили мир са савезницима. Енвер-паша је убијен у борби против Црвене армије. Ататуркове реформе укинуле су калифат а Калифатски покрет није успео да спасе османског калифа.

## Војна администрација
Савезници нису поштовали мировни споразум при заузимању османских територија. Само 13 дана након Примирја са Мудроса, француска бригада је ушла у Константинопољ 12. новембра 1918. Прве британске трупе ушле су у град 13. новембра 1918. Почетком децембра 1918., савезничке трупе окупирале су делове Константинопоља и успоставиле су савезничку војну администрацију.
Италијански батаљон са 19 официра и 740 војника се 7. фебруара 1919. искрцао у Галати, а дан касније су им се придружили 283 карабинијера, којима је командовао пуковник Колонел Каприни. Карабинијери су преузели полицијске задатке.
Француски генерал Франше д’Епере је 8. фебруара 1919. ушао у град на коњу пред којим су ишла два његова војника. Наводи се да је таквим уласком желео да имитира улазак Мехмеда II 1453. године након пада Константинопоља, и да покаже да је османски суверенитет над царским градом завршен.
Комисија је 10. фебруара 1919. поделила град на 3 зоне управљања: Стамбул (стари град) је додељен Французима, Пера-Галата Британцима, а Кадикој и Скутари Италијанима.

### Сомерсет Калдорп, децембар 1918. – август 1919.
Након примирја, високи комесар адмирал Сомерсет Калдорп био је распоређен као војни саветник у Константинопољу. Његов први задатак било је хапшење у јануару 1919. године између 160 и 200 особа из владе Тевфик-паше. Из те групе, он је послао тридесет на Малту (Малтешки изгнаници).

#### Оснивање власти
Британци су окупили бројне припаднике старе власти и интернирали их на Малти, чекајући суђење за наводне злочине током Првог светског рата. Калдорп је затварао само турске чланове владе Тевфик-паше и војно-политичке личности. Желео је да пошаље поруку да је војна окупација на снази и да се непоштовање завршава грубом казном. Његови ставови нису били подржани од стране других партнера. Француска влада им је приговарала "да за разлику од муслимана-Турака бугарски, аустријски и немачки преступници још увек нису ухапшени нити злостављани". Међутим, влада и султан су разумјели поруку. У фебруару 1919., савезници су обавештени да Османско царство у сагласности са пуним апаратом власти прихвата окупационе снаге. Било који извор сукоба (укључујући Јерменско питање) истраживала би комисија, којој би неутралне владе могле приложити два правна начелника. Калдорпова кореспонденција Министарству иностраних послова била је: "Предузета акција хапшења била је веома задовољавајућа и, мислим, да је застрашујуће деловала на Одбор за унију и прогрес Константинопоља".

#### Решавање конфликта
Султан је у потпуности схватио Калдорпову поруку. Постојала је источњачка традиција даровања ауторитета током озбиљних сукоба, понекад и "падања глава". Није било вишег циља од очувања интегритета османских институција. Ако би се Калдорпов гнев могао смирити тиме што би се окривило неколико чланова Одбора за унију и прогрес, Османско царство би на тај начин могло добити блажи третман на Париској мировној конференцији. Суђења су почела у Истанбулу 28. априла 1919. године. Тужилаштво је представило "четрдесет и два оверена документа која поткрепљују оптужбе, многе датуме, идентификацију пошиљаоца шифре и писма и имена прималаца."  Војни суд је 22. јула неколико оптужених прогласио кривим за нарушавање конституционализма и да су одговорни за масакре. Током читавог периода османских суђења од 28. априла 1919. до 29. марта 1920. године, она су се одвијала веома лоше и са повећаном неефикасношћу, јер су претпостављени криви људи већ били замишљени као жртва за спас царства. Међутим, према окупационој власти, у питању је била историјска правда савезника. Калдорп је писао Лондону: "показало се као фарса и штети нашем властитом престижу и турској влади". Савезници су сматрали да су османска суђења представљала трагедију правде, тако да је османска правда морала бити замењена са западном правдом премештањем суђења на Малту као "међународни суд". "Међународни" суд одбија да користе било који доказ представљене од стране османских судова. Када је међународни суд био организован, Калдорпа је заменио Џон де Робек. Џон де Робек је рекао у вези са суђењима "да се њихови докази не могу задржати ни у једном процесу."  Сви малтешки изгнаници су пуштени.

#### Нови покрет
Калдорп је био узнемирен када је сазнао да је победник Галипољске битке постао генерални инспектор за Анадолију, а понашање Мустафе Кемала у том периоду није ишло у правцу побољшања ствари. Калдорп је ургирао да Кемал буде опозван. Захваљујући пријатељима и симпатизерима Мустафе Кемала у владиним круговима, развијен је 'компромис' којим је моћ главног инспектора ограничена, бар на папиру. "Генерални инспектор" је била титула која није имала овлашћења да командује. Калдорп је почео да схвата Кемала и његову улогу у оснивању Турског националног покрета. Због тога је 23. јуна 1919. послао извештај о Мустафи Кемалу у министарству спољних послова. Његов извештај је примио Џорџ Кидсон из источног департмана. Капетан Херст (Британска армија) у Самсуну је још једном упозорио Калдорпа на Турски национални покрет, али су његове јединице замењене гуркијском бригадом.
Калдорпу је додељена друга позиција и он је 5. августа 1919. напустио Константинопољ.

### Џон де Робек, август 1919.–1922.
У августу 1919. Џон де Робек заменио је Сомерсета Калдорпа титулом "врховни командант Медитерана и високи комесар у Константинопољу". Био је одговоран за активности у вези са Русијом и Турском (Османско царство-Турски национални покрет).
Џон де Робек је био веома забринут пркосним расположењем османског парламента. Када је 1920. стигао, забрињавали су га извјештаји да су знатне залихе оружја допирале до турских револуционара, од којих су део из француских и италијанских извора. У једном од својих писама у Лондон, питао је: "Против кога ти извори раде?"
У Лондону је одржана конференција (фебруар 1920), на њој су се водиле расправе о решавању услова уговора који ће се понудити у Сан Рему. Џон де Робек је подсетио учеснике да се Анадолија припрема за покретање отпора. Било је аргумената о "националном пакту" (Мисак-и Мили) који је дејствовао, и ако би се они учврстили, требало би више времена и више ресурса за решавање случаја царства(подела Османског царства). Покушао је да убеди лидере да предузму брзу акцију и контролишу султана и врше притисак на побуњенике (из оба правца). Овај захтев представљао је неугодне проблеме на највишем нивоу: обећања о националном суверенитету била су на столу а Сједињене Државе су се брзо повлачиле из преговора.

## Севрски споразум

### Османски парламент 1920.
Новоизабрани османски парламент у Константинопољу није признао окупацију, формирали су Национални пакт (Мисак-и Мили). Усвојили су шест принципа, који су позивали на самоодређење, повратак Костантинопоља, отварање мореуза, и аболиција капитулације. Док је у Константинопољу, где је изражено самоопредељење и заштита Отоманског царства, Калифатски покрет у Индији покушао је да утиче на британску владу да заштити калифат Османског царства, иако је то био углавном муслимански верски покрет, калифатска борба је постала део већег Индијског покрета за независност. Оба ова покрета (Мисак-и Мили и Калифатски покрет) делили су многе идеје на идеолошком нивоу, а током Лондонске конференције (фебруар 1920.) савезници су се усредсредили на ова питања.
Османско царство изгубило је Први светски рат, али Мисак-и Мили са локалним Калафтским покретом се и даље борио са савезницима.

### Солидификација поделе, фебруар 1920.
Планови поделе Османског царства морали су да се учврсте. На Лондонској конференцији 4. марта 1920., Тројна антанта је одлучила да спроведе своје претходне (тајне) споразуме који су добили форму Севрским споразумом. При том су морали да се уклоне сви облици отпора који потичу из Османског царства (побуњеници, султан, итд.). Савезничке војне снаге у Константинопољу наредиле су да се предузму потребне радње, такође и политичка страна је појачала своје напоре да дође до Севрског споразума.
На политичкој страни, преговоре на Севрском споразуму су водили са једне стране грчки представници (Хришћанска администрација), француско-јерменски представници (Хришћанска администрација), представници италијанске окупационе регије (Хришћанска администрација) и представници Вилсонове Јерменије (Хришћанска администрација) са представницима Османског царства на другој страни (Муслиманска администрација). Муслимански грађани Османског царства сматрали су овај план губитком суверенитета. Британска обавјештајна служба регистровала је Турски национални покрет као покрет муслиманских грађана Анадолије. Муслимански немири широм Анадолије донели су британској влади два аргумента о новом споразуму: муслиманска управа (Османско царство) није била сигурна за хришћане, Севрски споразум био је једини начин да хришћани буду сигурни. Спровођење Севрског споразума није могло да се деси без потискивања националног покрета Мустафе Кемала (турских револуционара).
Са војног гледишта Британци су тврдили да ако савезници не могу да контролишу Анадолију у том периоду, могли би бар да контролишу Константинопољ. План је корак по корак почињао од Истанбула, демонтирањем сваке организације и полако се кретао дубље у Анадолију. То је значило суочавање са оним што ће се назвати Турски рат за независност. Од британског министарства спољних послова затражено је да осмисле план за ублажавање овог пута и примене исти план који су користили током Арапске побуне. Ова политика разбијања власти раздвајањем султана од његове владе и дејством једних милета против других, као што је хришћански милет наступао против муслиманског милета, била је најбоље решење да се користи минимална британска снага.

## Војна окупација Константинопоља

### Распуштање парламента, март 1920.
Телеграмска кућа је заузета 14. марта. У ноћи 15. марта британске трупе почеле су да заузимају кључне зграде и хапсе турске националисте. То је била веома неуредна операција. Десета дивизија и војна музичка школа су се одупрле хапшењу. Најмање 10 студената је убијено ватром британско-индијских војника. Укупан број погинулих је непознат. Османски парламент се 18. марта састао и упутио протест савезницима: "неприхватљиво је хапшење пет наших чланова", изјавио је парламент. То је означило крај османског политичког система. Британски потез према парламенту оставио је султана као јединог управитеља царства, без парламента султан је стајао сам са Британцима. Почев од 18. марта, султан је постао марионета британског одељења за иностране послове, рекавши: "Неће бити никога ко је крив за оно што ће ускоро доћи", султан је објавио своју верзију декларације о распуштању 11. априла, након што је отприлике 150 политичара протерано на Малту.
Распуштање парламента услиједило је након упада и затварања часописа Нови дан (Yeni Gün). Yeni Gün је био у власништву Јунуса Абалиоглуа, утицајног новинара, и био је главни медијски орган који је објављивао вести спољном свету.

### Званична декларација, 16. март 1920.
16. марта 1920. године, трећег дана непријатељстава, савезничке снаге су прогласиле окупацију:
 У покушају да спрече ширење турског национализма, генерал Џорџ Мајлн и савезничке снаге заузели су Истанбул.
- Савезници су дали гаранције да немају намеру да преузму владу.
- Савезници су настојали да задрже мореузе и да заштите Јермене.
- Савезници су убедили османску владу да осуди турске националисте и послали су многе у изгнанство.
- Султан је успоставио владу Дамата Ферида.

## Спровођење мировног споразума

### Почеци побуне, април – јун 1920.
Британци су тврдили да побуну турских револуционара треба да потисну локалне снаге у Анадолији уз помоћ британске обуке и оружја. Као одговор на формални захтев Британије, Константинопољска влада именовала је изванредног генералног инспектора Анадолије Сулејмана Шефик-пашу и нову Безбедносну армију, Кува-и Инзибатије, да би се британска подршка успоставила од стране централне владе. Британци су такође подржавали локалне герилске групе у срцу Анадолије (званично су их звали "независне војске") новцем и оружјем.
На крају ове снаге су биле неуспешне у гушењу националистичког покрета. Сукоб изван Измита брзо је ескалирао, британске снаге су отвориле ватру на националисте и бомбардовале их из ваздуха. Иако је напад натерао националисте да се повуку, слабост британске позиције је била очигледна. Британски командант, генерал Џорџ Мајлн, затражио је појачање од најмање двадесет седам дивизија. Међутим, британска влада није била вољна да канализира те снаге, јер би распоређивање те величине могло имати политичке последице које су биле изван капацитета британске владе.
Черкешки изгнаници, који су емигрирали у царство након Черкешког геноцида можда су подржавали Британце—посебно Ахмета Анзавура, који је предводио Кува-и Инзибатије и опустошио околину. Други, као што је Хусеин Орбај, који је пореклом био из Убихије, остао је лојалан Ататурку, и прогнан је на Малту 1920. године када су британске снаге заузеле град. Британци су брзо прихватили чињеницу да се националистичком покрету, који је ојачао током Првог светског рата, није могло супроставити без распоређивања конзистентних и добро обучених снага. 25. јуна Кува-и Инзибатије је расформирана по савету Британаца, јер је представљала велику обавезу и одговорност.

### Представљање уговора султану, јуна 1920.
Услови уговора су представљени султану средином јуна. Споразум је био строжи него што се очекивало. Међутим, због војног притиска на побуњенике од априла до јуна 1920., савезници нису очекивали да ће доћи до озбиљне опозиције.
У међувремену Мустафа Кемал је основао противничку владу у Анкари са Великом народном скупштином. Влада Дамата Ферида је 18. октобра замењена привременим министарством са Ахмедом Тевфиком као великим везиром, који је објавио намеру да сазове Сенат у циљу ратификације Севрског споразума, под условом да се постигне национално јединство. То је захтевало сарадњу са Мустафом Кемалом. Кемалисти су одбили да прихвате споразум и започели су војни напад. Као резултат тога, турска влада издала је ноту антанти да ратификација Севрског споразума није могућа.

## Крај окупације
Успех Турског националног покрета против Француза и Грка пратиле су њихове снаге које су претиле савезничким снагама у Чанакалеу. Британци су одлучили да се одупру сваком покушају да продру у неутралну зону мореуза. Кемал је убедио Французе да нареди својим снагама да избегну било какве инциденте код Чанакалеа. Ипак Чанакалејска криза је скоро довела до непријатељског окршаја, који су се избегавали до 11. октобра 1922. године када је потписано примирје у Мудањи, чиме је окончан Турски рат за независност. Решавање ове кризе довело је до колапса коалиционе владе Дејвида Лојда Џорџа 19. октобра 1922.
Након Турског рата за независност (1919.–1922.), Велика национална скупштина Турске у Анкари је 1. новембра 1922. године укинула султанат, а последњи османски султан, Мехмед VI, је протеран из државе. Напуштајући британски ратни брод ХМС Малаја 17. новембра 1922. године, отишао је у изгнанство и умро у Санремоу, Италија, 16. маја 1926. године.
Преговори о новом споразуму почели су на конференцији у Лозани 20. новембра 1922. године и након паузе поново су обновљени 23. априла 1923. године. То је довело до потписивања Лозанског мира 24. јула 1923. Пратећи услове споразума, савезничке снаге су 23. августа 1923. године започеле евакуацију из Константинопоља која је завршена 4. октобра 1923. године.
Турске снаге владе из Анкаре, којима је командовао кукру Шукру Наили-паша (3. корпус), ушле су свечано у град 6. октобра 1923. године, која је обилежена као Дан ослобођења Истанбула (турски: İstanbul'un Kurtuluşu) а од тада се обележава сваке године. Велика национална скупштина Турске је 29. октобра 1923. године прогласила оснивање Турске Републике, са главним градом у Анкари. Мустафа Кемал Ататурк постао је први председник Турске.

## Листа савезничких високих комесара
Француска:
- новембар 1918. – јануар 1919.: Луј Франше д’Епере
- 30. јануар 1919. – децембар 1920.: Албер Дефранс
- 1921. – 22. октобар 1923.: Морис Пеле

Италија:
- новембар 1918. – јануар 1919.: Гроф Карло Сфорца
- септембар 1920. – 22. октобар 1923.: Маркис Еугенио Гарони

Уједињено Краљевство:
- новембар 1918. – 1919.: Адмирал Сомерсет Калдорп, главни командант Медитеранске флоте
- август 1919. – 1920.: Адмирал Џон де Робек, главни командант Медитеранске флоте
- 1920. – 22. октобар 1923.: Сер Хорас Рамболд (британски амбасадор)

Краљевина Грчка:
- 1918–1923: Ефтимиос Канелопулос